# Польский, Спартак Александрович
Спартак Александрович Польский (21 июня 1930, Новосибирск, СССР — 9 сентября 1994, Минск, Белоруссия) — белорусский советский географ. Автор большого количества научных работ по проблемам социально-экономического и демографического развития городов Беларуси.

## Биография
Родился в городе Новосибирске, однако позже переехал жить в Минск. Закончил Белорусский государственный  университет в 1954 году. С 1973 работал в Минском государственном педагогическом институте. В 1980 году получил степень доктора географических наук, а уже в 1983 году стал профессором. Возглавлял редколлегию и авторский коллектив атласа «Белорусы: этнография, демография, диаспора, конфессии» (1996).

## Вклад в науку
Написал множество научных работ по проблемам социально-экономического и демографического развития городов Белорусской ССР. Занимался изучением проблем расселения и урбанизации в Белоруссии. 